# Tiny (Automarke)
Tiny war eine ungarische Automarke.

## Markengeschichte
Villamosipari Kutatóintézet wurde 1950 in Budapest gegründet. Es war ein Forschungsinstitut der Elektroindustrie. Ab 1968 wurden unter Leitung von Rezsö Denk verschiedene Prototypen von Automobilen mit Elektromotoren entwickelt, die den Namen Tiny trugen. Nur ein Modell wurde in mehreren Exemplaren gefertigt. 1975 endete die Produktion.

## Fahrzeuge
Das erste Modell war der I. Es war ein offener Viersitzer mit einer auffallend hohen Frontscheibe. Zwei Elektromotoren mit jeweils 2,5 kW Leistung sorgten für den Antrieb. Genannt werden 35 km/h Höchstgeschwindigkeit und 20 km Reichweite. Das Fahrzeug wog nur 250 kg. Eine Kleinserienfertigung war ab 1969 vorgesehen, fand aber nicht statt.
1969 wurde der Hospedit vorgestellt. Er entstand in Zusammenarbeit mit einem Unternehmen aus Szolnok, das sich auf Krankenhausausstattungen spezialisiert hatte. Das offene Fahrzeug bot Platz für eine Trage und war für den Einsatz in Krankenhäusern gedacht. Es blieb ein Einzelstück.
Der 70 wurde 1971 auf einer Messe in Budapest präsentiert. Es war ein Fahrzeug im Stil eines VW-Buggy, entworfen von József Cserny. Die offene Karosserie bestand aus Kunststoff und bot Platz für vier Personen. 65 km/h Höchstgeschwindigkeit und 50 bis 60 km Reichweite waren angegeben. Eine Serienfertigung unterblieb.
Zwischen 1971 und 1975 entstanden in Zusammenarbeit mit Ikarus zwei Prototypen von Omnibussen mit Hybridantrieb.
Ab Ende 1973 wurden zehn Kastenwagen auf Basis des Barkas B 1000 hergestellt.